# Krauchenwies
Krauchenwies är en kommun (tyska Gemeinde) i Landkreis Sigmaringen i delstaten Baden-Württemberg i Tyskland. Folkmängden uppgår till cirka 5 100 invånare, på en yta av 45 kvadratkilometer. Kommunen består av ortsdelarna (tyska Ortsteile) Krauchenwies, Ablach, Bittelschiess (tyska Bittelschieß), Ettisweiler, Göggingen och Hausen am Andelsbach.
Kommunen ingår i kommunalförbundet Sigmaringen tillsammans med staden Sigmaringen och kommunerna Beuron, Bingen, Inzigkofen och Sigmaringendorf.